# Prix Ready Cash
Groupe I
Le Prix Ready Cash (Sulky World Cup 4 Ans Qualification 2) est une course hippique de trot attelé se déroulant au mois de décembre sur l'hippodrome de Vincennes. Il remplace officiellement depuis 2022 le Prix de l'Étoile, bien que les conditions de participation et la date soient modifiées.
C'est une course de Groupe I réservée aux chevaux de 3 ans (hongres exclus) ayant gagné au moins 20 000 € (de 3  à   5 ans avant 2022). Les trois premiers du Prix Ready Cash ont une priorité de participation aux Prix Charles Tiercelin et Ourasi suivants.
Le Prix Ready Cash se court sur la distance de 2 100 mètres (grande piste), départ à l'autostart. L'allocation s'élève à 200 000 €, dont 90 000 € pour le vainqueur. Le Prix de l'Étoile, dont le pendant au trot monté était le Prix des Élites, se courait de 2005 à 2021 sur la distance de 2 200 mètres (grande piste), départ volté, les 3 ans partant avec 50 mètres d'avance.
Le Prix de l'Étoile a été créé en 1943 et faisait alors partie du meeting d'hiver. Il se courait jusqu'en 2021 en septembre. La particularité de cette course était de mettre les jeunes chevaux aux prises avec leurs ainés, mais ces derniers devaient rendre 50 mètres. Si les jeunes 3 ans trottaient sur une base de 1'12", il était quasi impossible de revenir de l'arrière. Néanmoins, les 5 ans avait l'avantage de pouvoir courir sans fers, à l'inverse de leurs cadets. 
Les conditions de la course, en deux pelotons de départ, incitaient les participants à courir le plus vite possible, sans se jauger, favorisant ainsi les records. En 2020, Face Time Bourbon s'empare du record de France départ volté, en 1'09"4, égalant son propre record général de Vincennes (et accessoirement le record du monde sur une distance supérieure au mile) réussi avec un départ à l'autostart.

## Palmarès depuis 1974
| Année            | Vainqueur          | S/A | Père               | Driver                | Entraîneur            | Propriétaire          | Deuxième           | Troisième          | Distance | Réd.km |
| ---------------- | ------------------ | --- | ------------------ | --------------------- | --------------------- | --------------------- | ------------------ | ------------------ | -------- | ------ |
| 2024             | Lovino Bello       | M.3 | Village Mystic     | Éric Raffin           | Josselin Robert       | Sandrine Robert       | Frank Gio          | First of Mind      | 2100 m   | 1'11"6 |
| 2023             | Kana de Beylev     | F.3 | Express Jet        | Benjamin Rochard      | William Bigeon        | Joël Séché            | Katinka du Mouchel | Kobayashi          | 2100 m   | 1'10"9 |
| 2022             | Just A Gigolo      | M.3 | Boccador de Simm   | Franck Nivard         | Philippe Allaire      | Philippe Allaire      | Juliet Papa Bravo  | Jack Tonic         | 2100 m   | 1'12"9 |
| Prix de l'Étoile |                    |     |                    |                       |                       |                       |                    |                    |          |        |
| 2021             | Ganay de Banville  | M.5 | Jasmin de Flore    | Jean-Michel Bazire    | Jean-Michel Bazire    | Jean-Michel Bazire    | Italiano Vero      | Idéal Ligneries    | 2200 m   | 1'09"8 |
| 2020             | Face Time Bourbon  | M.5 | Ready Cash         | Björn Goop            | Sébastien Guarato     | Scuderia Bivans       | Frisbee d'Am       | Fakir du Lorault   | 2200 m   | 1'09"4 |
| 2019             | Feliciano          | M.4 | Ready Cash         | David Thomain         | Philippe Allaire      | Écurie des Charmes    | Falcao de Laurma   | Estola             | 2200 m   | 1'10"2 |
| 2018             | Davidson du Pont   | M.5 | Pacha du Pont      | Jean-Michel Bazire    | Jean-Michel Bazire    | Éc. Albert Rayon      | Follow You         | Django Riff        | 2200 m   | 1'10"8 |
| 2017             | Écu Pierji         | M.3 | Tucson             | Mathieu Mottier       | Sébastien Guarato     | Philippe Dewulf       | Erminig d'Oliverie | Easy des Racques   | 2150 m   | 1'11"1 |
| 2016             | Boléro Love        | M.5 | Love You           | Gabriele Gelormini    | Sébastien Guarato     | Franck Amar           | Django Riff        | Dollar Macker      | 2200 m   | 1'10"4 |
| 2015             | Cristal Money      | M.3 | Coktail Jet        | Franck Nivard         | Thierry Duvaldestin   | Richard Cohen         | Coquin Bébé        | Barjal             | 2150 m   | 1'13"2 |
| 2014             | Black d'Avril      | M.3 | Oceano Nox         | Franck Ouvrie         | Frédéric Prat         | J.-Jacques Rahier     | Biche des Clos     | Billie de Montfort | 2150 m   | 1'12"8 |
| 2013             | Avila              | F.3 | Ready Cash         | Thierry Duvaldestin   | Thierry Duvaldestin   | Cyril Lelarge         | Anastasia Fella    | Atlas de Joudes    | 2150 m   | 1'14"6 |
| 2012             | Vanika du Ruel     | F.3 | Jardy              | Franck Anne           | Franck Anne           | Mme A. Bazin          | Véra Pierji        | Very Pleasant      | 2150 m   | 1'11"6 |
| 2011             | Union d'Urzy       | F.3 | Coktail Jet        | Jos Verbeeck          | Thierry Duvaldestin   | Éc. Augustin-Normand  | Une Lady en Or     | Treskool du Caux   | 2150 m   | 1'12"7 |
| 2010             | The Lovely Gwen    | F.3 | And Arifant        | Pierre Vercruysse     | M. Lemercier          | G.Faure               | Timoko             | Terre d'Any        | 2150 m   | 1'12"6 |
| 2009             | Saxo de Vandel     | M.3 | Coktail Jet        | Éric Raffin           | Thierry Duvaldestin   | Éc. La Tour de Vandel | Quilien d'Isques   | Sam Bourbon        | 2150 m   | 1'13"9 |
| 2008             | Return Money       | M.3 | Corot              | Thierry Duvaldestin   | Thierry Duvaldestin   | P. Rivière            | Rapide du Bois     | Rocklyn            | 2150 m   | 1'12"5 |
| 2007             | Qualita Bourbon    | F.3 | Love You           | Jean-Pierre Dubois    | Jean-Pierre Dubois    | Haras de Saint-Martin | Quido du Goutier   | Quick de la Loge   | 2150 m   | 1'12"5 |
| 2006             | Pearl Queen        | F.3 | Carpe Diem         | Thierry Duvaldestin   | Thierry Duvaldestin   | Thierry Duvaldestin   | Pad d'Urzy         | Popinée de Timbia  | 2150 m   | 1'11"9 |
| 2005             | Onyx du Goutier    | M.3 | Buvetier d'Aunou   | Thierry Duvaldestin   | Thierry Duvaldestin   | Écurie Saint-Martin   | Orlando Vici       | Mara Bourbon       | 2150 m   | 1'13"  |
| 2004             | Nuage Noir         | M.3 | Cyrus Buissonay    | Thierry Duvaldestin   | Thierry Duvaldestin   | M. Azot               | Nina Madrik        | Lejacque d'Houlbec | 2150 m   | 1'13"2 |
| 2003             | Memphis du Rib     | M.3 | Elvis de Rossignol | J.-L.-C.Dersoir       | Joël Hallais          | Écurie Rib            | Kiwi               | Mahana             | 2150 m   | 1'12"7 |
| 2002             | L'As de Boussières | M.3 | Courlis du Pont    | Bertrand Lefèvre      | Bertrand Lefèvre      | Bertrand Lefèvre      | Let's Go Darling   | Kaisy Dream        | 2150 m   | 1'13"5 |
| 2001             | Kiss Melody        | F.3 | Extreme Dream      | Dominik Locqueneux    | Pierre-Désiré Allaire | Écurie des Charmes    | Kaisy Dream        | Kiss Français      | 2150 m   | 1'13"4 |
| 2000             | Jalencia           | F.3 | Cézio Josselyn     | Christophe Martens    | Christophe Martens    | Alphonse Vanberghen   | Hermès de Péricard | Juliano Star       | 2150 m   | 1'14"2 |
| 1999             | Isadora d'Ombrée   | F.3 | Kimberland         | Ulf Nordin            | Ulf Nordin            | Écurie des Charmes    | Goetmals Wood      | Iton du Gîte       | 2150 m   | 1'13"6 |
| 1998             | Hello Jo           | M.3 | Buvetier d'Aunou   | Pierre Vercruysse     | Jean-Étienne Dubois   | Daniel Wildenstein    | Fleuron Perrine    | Himo Josselyn      | 2150 m   | 1'14"7 |
| 1997             | Elvis de Rossignol | M.5 | Sancho Pança       | Joël Hallais          | Joël Hallais          | Écurie Rib            | Escartefigue       | Fleuron Perrine    | 2200 m   | 1'13"6 |
| 1996             | Défi d'Aunou       | M.5 | Armbro Goal        | Jean-Étienne Dubois   | Jean-Étienne Dubois   | Jean-Étienne Dubois   | Elision            | Forcing de Kacy    | 2200 m   | 1'14"  |
| 1995             | Coktail Jet        | M.5 | Quouky Williams    | Jean-Étienne Dubois   | Jean-Étienne Dubois   | Daniel Wildenstein    | Camino             | Capitole           | 2200 m   | 1'13"6 |
| 1994             | Bahama             | F.5 | Quito de Talonay   | Jean-Étienne Dubois   | Jean-Pierre Dubois    | Daniel Wildenstein    | Buvetier d'Aunou   | Classe de Tillard  | 2200 m   | 1'16"2 |
| 1993             | Bahama             | F.4 | Quito de Talonay   | Jean-Pierre Dubois    | Jean-Pierre Dubois    | Daniel Wildenstein    | Blue Dream         | Autour d'Aunou     | 2200 m   | 1'14"9 |
| 1992             | Végétarien         | M.5 | Hêtre Vert         | Philippe Allaire      | Philippe Allaire      | A.Goule               | Vizir de Retz      | Big Prestige       | 2300 m   | 1'14"5 |
| 1991             | Auxerrois          | M.3 | Passionnant        | Bernard Oger          | Léopold Verroken      | J. Bismuth            | Ursulo de Crouay   | Ultra Ducal        | 2275 m   | 1'17"1 |
| 1990             | Ténor de Baune     | M.5 | Le Loir            | Jean-Baptiste Bossuet | Jean-Baptiste Bossuet | Jean-Baptiste Bossuet | Ultra Ducal        | Tabac Blond        | 2325 m   | 1'15"7 |
| 1989             | Sébrazac           | M.5 | Éjakval            | Michel Roussel        | Jean-Lou Peupion      | Albert Cayron         | Silius             | Sabre d'Avril      | 2325 m   | 1'15"5 |
| 1988             | Rainbow Runner     | M.5 | Fakir du Vivier    | Jean-Philippe Dubois  | Jean-Pierre Dubois    | P. Schmidt            |                    |                    | 2325 m   | 1'15"7 |
| 1988             | Sébrazac           | M.4 | Éjakval            | Michel-M. Gougeon     | Ulf Nordin            | Albert Cayron         |                    | Sabre d'Avril      | 2325 m   | 1'15"7 |
| 1987             | Quito de Talonay   | M.5 | Florestan          | Michel-M. Gougeon     | J. de Bellaigue       | J. de Bellaigue       | Quartz             | Rainbow Runner     | 2325 m   | 1'13"5 |
| 1986             | Pan de la Vaudère  | M.5 | Ruy Blas IV        | Jean-Claude Hallais   | Louis Decaudin        | Louis Decaudin        | Petit Sam          | Permissionnaire    | 2325 m   | 1'14"6 |
| 1985             | Ourasi             | M.5 | Greyhound          | Jean-René Gougeon     | Jean-René Gougeon     | Raoul Ostheimer       | Ogorek             | Quarisso           | 2325 m   | 1'15"3 |
| 1984             | Pontcaral          | M.3 | Chambon P          | Roger Baudron         | Ali Hawas             | J. Békaert            | Périne du Gédouin  | Noble Atout        | 2225 m   | 1'18"6 |
| 1983             | Minou du Donjon    | M.5 | Quioco             | Michel Roussel        | Jean-Lou Peupion      | Mme A.-C. Peupion     | Mon Tourbillon     | Mon Ouiton         | 2275 m   | 1'16"8 |
| 1982             | Lutin d'Isigny     | M.5 | Firstly            | Jean-Paul André       | Maurice-G. Cornière   | Maurice-G. Cornière   | Lurabo             | Larabello          | 2275 m   | 1'16"4 |
| 1981             | Katinka            | F.5 | Kerjacques         | Jean-René Gougeon     | Jean-René Gougeon     | Pierre de Montesson   | Levorino           | Lutin d'Isigny     | 2275 m   | 1'17"0 |
| 1980             | Jorky              | M.5 | Kerjacques         | Léopold Verroken      | Léopold Verroken      | Bernard Billard       | Javaza             | Jézabel d'Ouches   | 2275 m   | 1'17"7 |
| 1979             | Idéal du Gazeau    | M.5 | Alexis III         | Eugène Lefèvre        | Eugène Lefèvre        | P-J.Morin             | Iris de Gournay    | Javaza             | 2275 m   | 1'17"8 |
| 1978             | High Echelon       | M.5 | Patara             | Jean-Pierre Dubois    | G-M.Ollitrault        | Cte de Senneville     | Idéal du Gazeau    | Hague              | 2275 m   | 1'16"4 |
| 1977             | Hadol du Vivier    | M.4 | Mitsouko           | Jean-René Gougeon     | Henri Levesque        | Henri Levesque        | Girl Blanche       | Grandpré           | 2275 m   | 1'16"8 |
| 1976             | Hadol du Vivier    | M.3 | Mitsouko           | Jean-René Gougeon     | Henri Levesque        | Henri Levesque        | Horse Born         | Feinte             | 2225 m   | 1'18"8 |
| 1975             | Équiléo            | M.5 | Paléo              | Bernard Froger        | Pierre-Désiré Allaire | Alain Delon           | Girl Blanche       | Espoir de Sée      | 2275 m   | 1'17"  |
| 1974             | Fakir du Vivier    | M.3 | Sabi Pas           | Michel-Marcel Gougeon | Pierre-Désiré Allaire | Pierre-Désiré Allaire | Espoir de Sée      | Fort d'Orange      | 2225 m   | 1'19"2 |
| 1973             | Catharina          | F.5 | Fandango           | Jean-Pierre Viel      | Jean-Pierre Viel      | Albert Viel           | Canino             | Duo de Pampa       | 2275 m   |        |
| 1972             | Buffet II          | M.5 | Nonant le Pin      | Louis Hanse           |                       | Mme Ph. Charlet       | Bill D             | Boy de Retz        | 2275 m   | 1'18"  |
| 1971             | Amyot              | M.5 | Garde Moi          | Michel-Marcel Gougeon |                       | André Poupard         | Arménie            | Bill D             | 2275 m   | 1'17"7 |
| 1970             | Vanina B           | F.5 | Carioca II         | Jean-René Gougeon     |                       | Bernard Billard       | Véronique R        | Ballon Rouge       | 2275 m   | 1'17"1 |
| 1969             | Une de Mai         | F.5 | Kerjacques         | Jean-René Gougeon     |                       | comte de Montesson    | Alexis III         | Atar               | 2275 m   | 1'17"1 |
| 1968             | Vat                | M.3 | Mario              | Jean Riaud            |                       | Charley Mills         | Une de Mai         | Ténébreuse D       | 2275 m   | 1'18"5 |

## Sources
- Pour les conditions de course et les dernières années du palmarès : site de la SETF
- Pour les courses plus anciennes :
  - site trot.courses-france.com - Prix de l'Étoile (1980-2009)
  - archives des quotidiens  (Ouest-France, Sud-Ouest…)